# معركة إيفانكيف
معركة إيفانكيف هي معركة عسكرية كانت بين الاتحاد الروسي وأوكرانيا بدأت في 25 فبراير 2022، خلال الغزو الروسي لأوكرانيا عام 2022. في الصباح الباكر، اقترب رتل من القوات البرية الروسية من بلدة إيفانكيف في كييف أوبلاست من الشمال الغربي، بعد معركة تشيرنوبيل.
في صباح يوم 25 فبراير، دمرت القوات الأوكرانية الجسر في إيفانكيف الذي يعبر نهر تيريف، مما أوقف تقدم رتل الدبابات الروسية متجهة نحو كييف. اشتبكت القوات الأوكرانية المحمولة جواً مع الجنود الروس في إيفانكيف وبلدة ديمير القريبة.
تمكنت بعض القوات الروسية من اختراق إيفانكيف واستولت على مطار أنتونوف الاستراتيجي بعد مناوشة. يقع المطار على بعد 20 كيلومترًا فقط شمال غرب كييف.
واستمر القتال في إيفانكيف حتى ظهر ومساء 25 فبراير، حيث قصفت القوات الروسية المدينة بالمدفعية. تعتبر إيفانكيف أيضًا موقعًا لخط أنابيب غاز رئيسي، والذي إذا تم تدميره يمكن أن يوقف نقل الغاز الأوكراني إلى جزء كبير من أوروبا.
في 26 فبراير، استمر القتال في إيفانكيف.
وفي صباح يوم 27 فبراير، شوهدت قافلة كبيرة من المركبات الروسية على صور الأقمار الصناعية متجهة نحو المدينة.
في 2 مارس، سيطرت القوات الروسية على المدينة.